# Richard Mayr
Richard Mayr (Henndorf barri de Salzburg, Àustria, 18 de novembre, 1877 - Viena, Àustria, 1 de desembre, 1935) fou un baix-baríton austríac.
Durant uns anys seguí la carrera de medicina, que abandonà per seguir la de música en el Conservatori de Viena. Notable baríton, fou contractat en acabar els estudis per la direcció del teatre de Bayreuth, on feu la presentació en públic el 1902 amb el rol de Hagen en Götterdämmerung.
Posteriorment passà al teatre Imperial de l'Òpera, de Viena, companyia en la qual hi va romandre durant set anys, adquirint gran fama com a intèrpret de les obres wagnerianes.
La ductilitat dels seus talents artístics li permetien desenvolupar amb anàloga brillantor els rols dramàtics que els còmics, o sigui des del Wotan wagnerià al baró Ochs de El cavaller de la rosa, de Strauss, del que en feu en la seva estrena una verdadera creació.